# クロルプロマジン
クロルプロマジン（英語: Chlorpromazine）は、フランス海軍の外科医、生化学者アンリ・ラボリ (Henri Laborit, 1914-1995) が1952年に発見した、フェノチアジン系の抗精神病薬である。精神安定剤としてはメジャートランキライザーに分類される。メチレンブルー同様、フェノチアジン系の化合物である。塩酸塩が医薬品として承認され利用されている。日本においてクロルプロマジンは劇薬に指定されている。商品名はウインタミン、コントミン。

## 沿革
1950年、フランスの製薬会社ローヌ・プーラン（Rhône-Poulenc、現サノフィ・アベンティス）により、抗ヒスタミン薬として開発されたものの、鎮静作用が強すぎる上、抗ヒスタミン作用が少ないと当時は評価された（整理番号は4560RP）。
ドパミン遮断剤のほか、古くからヒベルナシオン (hivernation) という麻酔前投与剤として知られていた。
1952年2月、外科医であったアンリ・ラボリが、麻酔とクロルプロマジンを併用したところ、精神症状の変化に気づき、精神科治療での有用性を示唆した。同年3月に精神疾患患者でのクロルプロマジンの効果がみられ、その後1年の間にフランス全土で統合失調症に用いられるようになった。翌年にはヨーロッパ全土で用いられるようになった。
クロルプロマジンが、薬理作用としてドパミン遮断効果（その作用機序は、脳内の中枢神経系で、興奮や妄想を生み出すと考えられている、神経伝達物質ドパミンのD2受容体の回路を遮断することにある）を有することは、ラボリの発見まで知られていなかった。
約12.5 mg程度で、乗り物酔いの防止効果と悪心の防止効果を生じ、精神神経疾患に対しては、アメリカ合衆国では1日あたりの投与量が 1,000 mg 程度のいわゆる『1キロ投与』が、統合失調症の精神障害者治療に発明当初から広く使用された。ヒベルナシオンとしての麻酔前投与も古くから行なわれ、この用途では前記発明以前から知られていた。
日本では、大阪地方裁判所（昭和33年9月11日言渡：判例時報162号23頁）で、クロルプロマジンの被告製法が迂回方法にならない（すなわち非侵害）と判断された。吉富製薬がその迂回発明に拠る製法特許を取得し、市場の西半分はコントミンが占有し販売されている。ノバルティスの輸入品はウインタミン（塩野義製薬取次）の商標を使用している。
クロルプロマジンの発明が、統合失調症における薬物治療の幕開けと、精神科病院の閉鎖病棟を開放する、大きな動機づけとなったことは良く知られている。ドパミン遮断薬としては最も歴史が古く、その塩の成分により、前者の迂回発明による吉富製薬迂回製法によるクロルプロマジン剤と、塩野義製薬の正規輸入クロルプロマジン剤とで多少の差異があるものの、薬効には差異はみられない。なお、吉富製薬（現「田辺三菱製薬」）は、この当事者系特許侵害訴訟（塩野義製薬が原告で請求棄却）に勝訴し、日本でのクロルプロマジンの市場を寡占状態近くにまで伸ばし、旧来の一流製薬企業に比肩することになった。
塩野義製薬は、1957年にクロルプロマジンとフェノバルビタール、プロメタジンを含む、処方箋医薬品の合剤『ベゲタミン』を発売した。赤玉、白玉の名で知られたが、強力な副作用やオーバードースが問題視されて、2016年12月に発売を終了した。

## 適応
- 統合失調症・躁病・神経症における不安・緊張・抑うつ
- 悪心・嘔吐・吃逆・破傷風に伴う痙攣
- 麻酔前投薬・人工冬眠
- 催眠・鎮静・鎮痛剤の効力増強

### 基本的な注意点
重要な副作用は、パーキンソン症候群である。初期は手がふるえ、綺麗な文字が筆記できなくなり（くずしたような文字になる）、痙攣（振戦）が生じ、横隔膜の痙攣（しゃっくり）なども生ずることが報告されている。美容上では色素沈着などが生じ、その結果そばかす状の汚点などが生じる。眼科では網膜に色素沈着が生ずることも知られている。
抗パーキンソン薬（ビペリデン「biperiden」、商標：アキネトン、タスモリン、ビカモール）をクロルプロマジンと同時に投与（1mg/日、から3-6mg/日）する方法で前記の「パーキンソン症候群」を防止することができるが、最悪は「遅発性ジスキネジア」のビペリデンのリバウンドを防ぐことができないので、「抗パーキンソン薬」を安易に投与せず、1日の投薬量を600mg以下の適量まで減薬し、パーキンソン症候群のリバウンドを生じさせない処方への切り替えが呼びかけられている。

## 副作用
クロルプロマジンの使用で、特に頻繁に遭遇する副作用は以下の通りである。
- 循環器（血圧降下、頻脈、不整脈、心疾患悪化）
- 血液（白血球減少症、顆粒球減少症、血小板減少性紫斑病）
- 消化器（食欲亢進、食欲不振、舌苔、悪心・嘔吐、下痢、便秘）
- 内分泌（高プロラクチン血症、体重増加、女性化乳房、乳汁分泌、射精不能、月経異常、糖尿）
- 精神神経系（錯乱、不眠、眩暈、頭痛、不安、興奮、易刺激、痙攣）
- 錐体外路症状（パーキンソン症候群、ジスキネジア、ジストニア、アカシジア）

クロルプロマジンの本来の作用と反対の効果、つまり、易興奮性、筋痙攣などが見られることがあるかもしれない。これを「奇異反応」という。こうした反応があった場合、上記のような副作用が現れた場合には、減量または投与を中止すること。
外来患者にクロルプロマジンを処方する場合、眠気・注意力・集中力・反射運動能力などの低下が起こることがあるので、投与中の患者には、自動車の運転など危険を伴う機械の操作に従事させないように注意すること。
制吐作用を有するため、他の薬剤に基づく中毒、腸閉塞、脳腫瘍などによる嘔吐症状を不顕性化することがある。
抗精神病薬において、肺塞栓症、静脈血栓症などの血栓塞栓症が報告されているので、不動状態・長期臥床・肥満・脱水状態などの危険因子を有する患者に投与する場合には注意が必要である。
睡眠時無呼吸発作を有する患者には、呼吸抑制作用によって呼吸停止と死を招く可能性がある。

### 重大な副作用
ほとんどが頻度不明となっているが、報告されている重大な副作用は以下の通り。
- 悪性症候群、遅発性ジスキネジア、遅発性ジストニア、SLE様症状
- 横紋筋融解症、麻痺性イレウス、抗利尿ホルモン不適合分泌症候群（SIADH）
- 突然死、心室頻拍、肝機能障害、黄疸
- 肺塞栓症、深部静脈血栓症、再生不良性貧血、溶血性貧血、無顆粒球症、白血球減少
- 眼色素沈着

### 過量摂取
クロルプロマジンをオーバードースした人は、傾眠から昏睡までの中枢神経系の抑制、血圧低下と錐体外路症状などの徴候を示す。その他には、激昂と情緒不安、痙攣、口渇、腸閉塞、心電図変化および不整脈などがあらわれる可能性がある。
クロルプロマジンの過量摂取は、医学的な緊急事態であり、救急医学関係者による迅速な処置が必要である。処置としては、本質的には対症療法かつ補助療法である。早期の胃洗浄は、有効であることが認められている。
クロルプロマジンは、血中半減期が長いため、対症療法を続けながらの経過観察が必要である。酒や中枢神経抑制剤との併用は、致死的となるおそれがある。

### 相互作用
クロルプロマジンを他の薬剤と併用投与する場合、薬理学的な相互作用の可能性に注意を払わなければならない。とりわけバルビツール酸塩・フェノチアジン・麻薬・アルコールなどのクロルプロマジンの効果を高める薬には注意が必要である。

## 禁忌
クロルプロマジンの禁忌には以下のようなものがある。

### 絶対禁忌
- アドレナリンを投与中
- 昏睡状態，循環虚脱状態
- フェノチアジン系化合物およびその類似化合物に対し過敏症、アレルギー
- バルビツール酸誘導体・麻酔剤などの中枢神経抑制剤の強い影響下にある場合
- 皮質下部の脳障害（脳炎，脳腫瘍，頭部外傷後遺症など）の疑いがある

### 併用禁忌
- アドレナリン - アドレナリンの強心作用を逆転させ、重篤な低血圧発作を引き起こすことがある。アドレナリンはアドレナリン作動性α・β-受容体の両方を作用し効用を発揮するが、クロルプロマジンにはα-受容体遮断作用があり、アドレナリンのβ-受容体への作用が優位となり、重篤な低血圧発作を引き起こすことがある。

### 慎重投与
- 肝障害または血液障害
- 褐色細胞腫、動脈硬化症あるいは心疾患の疑い
- 重症喘息、肺気腫、呼吸器感染症など
- てんかんなどの痙攣性疾患またはこれらの既往歴
- 高温環境にある者
- 脱水・栄養不良状態などを伴う身体的疲弊
- 幼児、小児 - 処方は、痙攣の治療、および鎮静を除いては通常指示されない。

### 妊婦、産婦、授乳婦などへの投与
クロルプロマジンのアメリカ合衆国アメリカ食品医薬品局 (FDA)・胎児危険度分類 (pregnancy category) はカテゴリー「C」である。これは、動物実験では胎児への有害作用が証明されているが、その薬物の潜在的な利益によって、潜在的なリスクがあるにもかかわらず妊婦への使用が正当化されることがありうることを意味する。しかし動物実験では、胎児死亡、流産、早産などの胎児毒性が報告されている。また、妊娠後期に抗精神病薬が投与されている場合、新生児に哺乳障害、傾眠、呼吸障害、振戦、筋緊張低下、易刺激性などの離脱症状や錐体外路症状があらわれたとの報告がある。
クロルプロマジンは母乳中へ移行することが報告されているため、授乳中の婦人には投与しないことが望ましいとされる。